# Bite Back
Bite Back es un sitio web y revista registrados en Malasia que promueve la causa del movimiento de liberación animal, y específicamente el Frente de Liberación Animal (ALF). Según The Sunday Times, el nombre está inspirado en una campaña premeditada dirigida contra la industria peletera estadounidense a lo largo de la década de 1990.
Su fundador y editor, Nicolas Atwood, ha dicho que la misión de Bite Back es "apoyar a los presos de conciencia por los derechos de los animales e informar sobre los acontecimientos actuales en la lucha".
El sitio web también recibe comunicados anónimos, incluidos los de Animal Rights Militia, Justice Department y Animal Liberation Brigade.

## Antecedentes
Bite Back  fue creado en 2001 por Atwood, un activista de los derechos de los animales en West Palm Beach, Florida. En marzo de 2005, Atwood creó una empresa con sede en Florida, Bite Back Inc, para operar la venta de revistas.

## Foro
Bite Back  actúa como un foro para los activistas de ALF, y un lugar donde pueden dejar los comunicados de responsabilidad por acción directa tomada en pos de la liberación animal. En 2006, se usó para alentar los ataques contra Universidad de Oxford, publicando detalles personales de académicos y pidiendo a los partidarios que "hagan lo que sea necesario" para "expulsar a estos malditos monstruos del planeta".
En 2007, cuando se encontraron dispositivos incendiarios en Templeton College, Oxford,  Biteback  emitió un comunicado de responsabilidad en nombre del Frente de Liberación Animal: "Esta última acción es parte de una lucha en curso contra la Universidad de Oxford y su reinado continuo de terror sobre las víctimas invisibles dentro de sus laboratorios de animales."
El FBI, aunque conoce el sitio, dice que una acción en contra de él violaría la  Primera Enmienda que protege la libertad de expresión.
En 2005, Bite Back publicó un Informe de acción directa, que enumera las acciones llevadas a cabo por los activistas a escala global. Escribe que, en 2004, se liberaron 17262 animales y se llevaron a cabo 554 actos de sabotaje, vandalismo y incendio provocado.